# Maria Chin Abdullah
Maria Chin binti Abdullah (Jawi: ماريا چين بنت عبدالله; Reino Unido, 1956), también conocida como Mary Chin Cheen Lian, (en chino tradicional, 陳清蓮; en chino simplificado, 陈清莲; pinyin, Chén Qīnglián) es una diputada malaya del distrito electoral de Petaling Jaya y activista que celebró el mitin de Bersih y formó la organización no gubernamental "Coalición por unas elecciones limpias y justas 2.0" (Bersih 2.0). Es una defensora de los derechos humanos y de las mujeres en Malasia y fue presidenta de Bersih 2.0 desde 2013 hasta 2018. Fue fundadora y presidenta de All Women Action Society (AWAM). También fue directora ejecutiva de Persatuan Kesedaran Komuniti Selangor (Empower).

## Biografía
Conoció a Mohamad Yunus bin Lebai Ali, que fue un activista malayo durante su época de estudiante en los años 70. Yunus Ali estaba exiliado y había formado parte activa en la Organización para la Liberación de Palestina (OLP). En 1987, Yunus Ali fue detenido durante la Operación Lalang, en la que se utilizó la Ley de Seguridad Interna contra otros 106 activistas sociales y políticos. Se casaron en 1992, tres años después de que Yunus hubiera sido liberado (en 1989). Fue entonces cuando Chin se convirtió al islam. Yunus murió en 2010 de lupus. La pareja tiene tres hijos: Azumin Mohamad Yunus, Aziman Maria y Azemi Maria.

## Detención
El 18 de noviembre de 2016, la Real Policía de Malasia detuvo a Chin en virtud de la Ley de medidas especiales para delitos contra la seguridad (SOSMA, por sus siglas en inglés), que permite a la policía de Malasia detener a una persona durante 28 días antes de presentar cualquier acusación. Fue puesta en libertad el 28 de noviembre de 2016 después de 11 días de detención.
El gobierno estadounidense criticó su detención en una celda de aislamiento permanentemente iluminada, afirmando estar "preocupado por la continuada detención y el confinamiento en solitario de Maria Chin Abdullah en virtud de las leyes de seguridad nacional". Había sido detenida el día anterior a las masivas protestas públicas contra del primer ministro de Malasia, Najib Razak, por una acusación de corrupción generalizada que implicaba un escándalo de fondos estatales de 4.000 millones de dólares.

## Participación política
En marzo de 2018, Chin anunció su decisión de dejar su puesto en Bersih 2.0 y presentarse como candidata parlamentaria independiente bajo la bandera de Pakatan Harapan (PH). En las elecciones federales de Malasia de 2018, ganó por la circunscripción de Petaling Jaya con 78.984 votos contra Chew Hian Tat de Barisan Nasional (21.847) y Noraini Hussin de Gagasan Sejahtera (14.448).

## Resultados electorales
| Año  | Pakatan Harapan | Pakatan Harapan           | Votos  | Pct    | Oposición            | Oposición           | Votos  | Pct    | Papeletas | Mayoría | Participación |
| ---- | --------------- | ------------------------- | ------ | ------ | -------------------- | ------------------- | ------ | ------ | --------- | ------- | ------------- |
| 2018 |                 | Maria Chin Abdullah (IND) | 78.984 | 68.52% |                      | Chew Hian Tat (MCA) | 21.847 | 18.95% | 116.597   | 57.137  | 82.74%        |
| 2018 |                 | Maria Chin Abdullah (IND) | 78.984 | 68.52% | Noraini Hussin (PAS) | 14.448              | 12.53% |        | 116.597   | 57.137  | 82.74%        |